# Бейб Сіберт
Бейб Сіберт (англ. Babe Siebert, нар. 14 січня 1904, Бландфорд-Блейхейм — пом. 25 серпня 1939, Озеро Гурон) — канадський хокеїст, що грав на позиції захисника, крайнього нападника.
Член Зали слави хокею з 1964 року. Володар Кубка Стенлі. Провів понад 600 матчів у Національній хокейній лізі. 

## Ігрова кар'єра
Хокейну кар'єру розпочав 1923 року.
Протягом професійної клубної ігрової кар'єри, що тривала 15 років, захищав кольори команд «Монреаль Марунс», «Нью-Йорк Рейнджерс», «Бостон Брюїнс» та «Монреаль Канадієнс».
Загалом провів 641 матч у НХЛ, включаючи 49 ігор плей-оф Кубка Стенлі.

## Нагороди та досягнення
- Володар Кубка Стенлі в складі «Монреаль Марунс» — 1926.
- Володар Кубка Стенлі в складі «Нью-Йорк Рейнджерс» — 1933.
- Перша команда всіх зірок НХЛ — 1936, 1937, 1938.
- Пам'ятний трофей Гарта — 1937.

## Загибель
25 серпня 1939 разом із сім'єю відпочивав на озері Гурон та трагічно загинув потонувши. 29 жовтня цього ж року в Монреалі провели благодійний матч між «Монреаль Канадієнс» та зірками НХЛ, усі кошти, а це $15,000. перерахували його сім'ї.

## Статистика
| Сезон        | Клуб                       | Ліга         | Регулярний сезон | Регулярний сезон | Регулярний сезон | Регулярний сезон | Регулярний сезон | Плей-оф | Плей-оф | Плей-оф | Плей-оф | Плей-оф |
| Сезон        | Клуб                       | Ліга         | І                | Г                | П                | О                | ШХ               | І       | Г       | П       | О       | ШХ      |
| ------------ | -------------------------- | ------------ | ---------------- | ---------------- | ---------------- | ---------------- | ---------------- | ------- | ------- | ------- | ------- | ------- |
| 1923–24      | «Кіченер Твін Сіті»        | ОХА          | 10               | 9                | 4                | 13               | —                | —       | —       | —       | —       | —       |
| 1924–25      | «Ніагара-Фоллс Катарактес» | ОХА          | 20               | 9                | 2                | 11               | 26               | 10      | 7       | 0       | 7       | —       |
| 1925–26      | «Монреаль Марунс»          | НХЛ          | 35               | 16               | 8                | 24               | 108              | 8       | 2       | 2       | 4       | 6       |
| 1926–27      | «Монреаль Марунс»          | НХЛ          | 42               | 5                | 3                | 8                | 116              | 2       | 1       | 0       | 1       | 2       |
| 1927–28      | «Монреаль Марунс»          | НХЛ          | 39               | 8                | 9                | 17               | 109              | 9       | 2       | 0       | 2       | 26      |
| 1928–29      | «Монреаль Марунс»          | НХЛ          | 40               | 3                | 5                | 8                | 52               | —       | —       | —       | —       | —       |
| 1929–30      | «Монреаль Марунс»          | НХЛ          | 39               | 14               | 19               | 33               | 94               | 3       | 0       | 0       | 0       | 0       |
| 1930–31      | «Монреаль Марунс»          | НХЛ          | 43               | 16               | 12               | 28               | 76               | 2       | 0       | 0       | 0       | 6       |
| 1931–32      | «Монреаль Марунс»          | НХЛ          | 48               | 21               | 18               | 39               | 64               | 4       | 0       | 1       | 1       | 4       |
| 1932–33      | «Нью-Йорк Рейнджерс»       | НХЛ          | 43               | 9                | 10               | 19               | 38               | 8       | 1       | 0       | 1       | 12      |
| 1933–34      | «Нью-Йорк Рейнджерс»       | НХЛ          | 13               | 0                | 1                | 1                | 5                | —       | —       | —       | —       | —       |
| 1933–34      | «Бостон Брюїнс»            | НХЛ          | 32               | 5                | 6                | 11               | 31               | —       | —       | —       | —       | —       |
| 1934–35      | «Бостон Брюїнс»            | НХЛ          | 48               | 6                | 18               | 24               | 80               | 4       | 0       | 0       | 0       | 0       |
| 1935–36      | «Бостон Брюїнс»            | НХЛ          | 45               | 12               | 9                | 21               | 66               | 2       | 0       | 1       | 1       | 0       |
| 1936–37      | «Монреаль Канадієнс»       | НХЛ          | 44               | 8                | 20               | 28               | 38               | 5       | 1       | 2       | 3       | 2       |
| 1937–38      | «Монреаль Канадієнс»       | НХЛ          | 37               | 8                | 11               | 19               | 56               | 3       | 1       | 1       | 2       | 0       |
| 1938–39      | «Монреаль Канадієнс»       | НХЛ          | 44               | 9                | 7                | 16               | 36               | 3       | 0       | 0       | 0       | 0       |
| Усього в НХЛ | Усього в НХЛ               | Усього в НХЛ | 592              | 140              | 156              | 296              | 982              | 49      | 7       | 5       | 12      | 62      |